# Trididemnum tectum
Trididemnum tectum är en sjöpungsart som beskrevs av Kott 200. Trididemnum tectum ingår i släktet Trididemnum och familjen Didemnidae. Inga underarter finns listade i Catalogue of Life.